# Giusto Utens

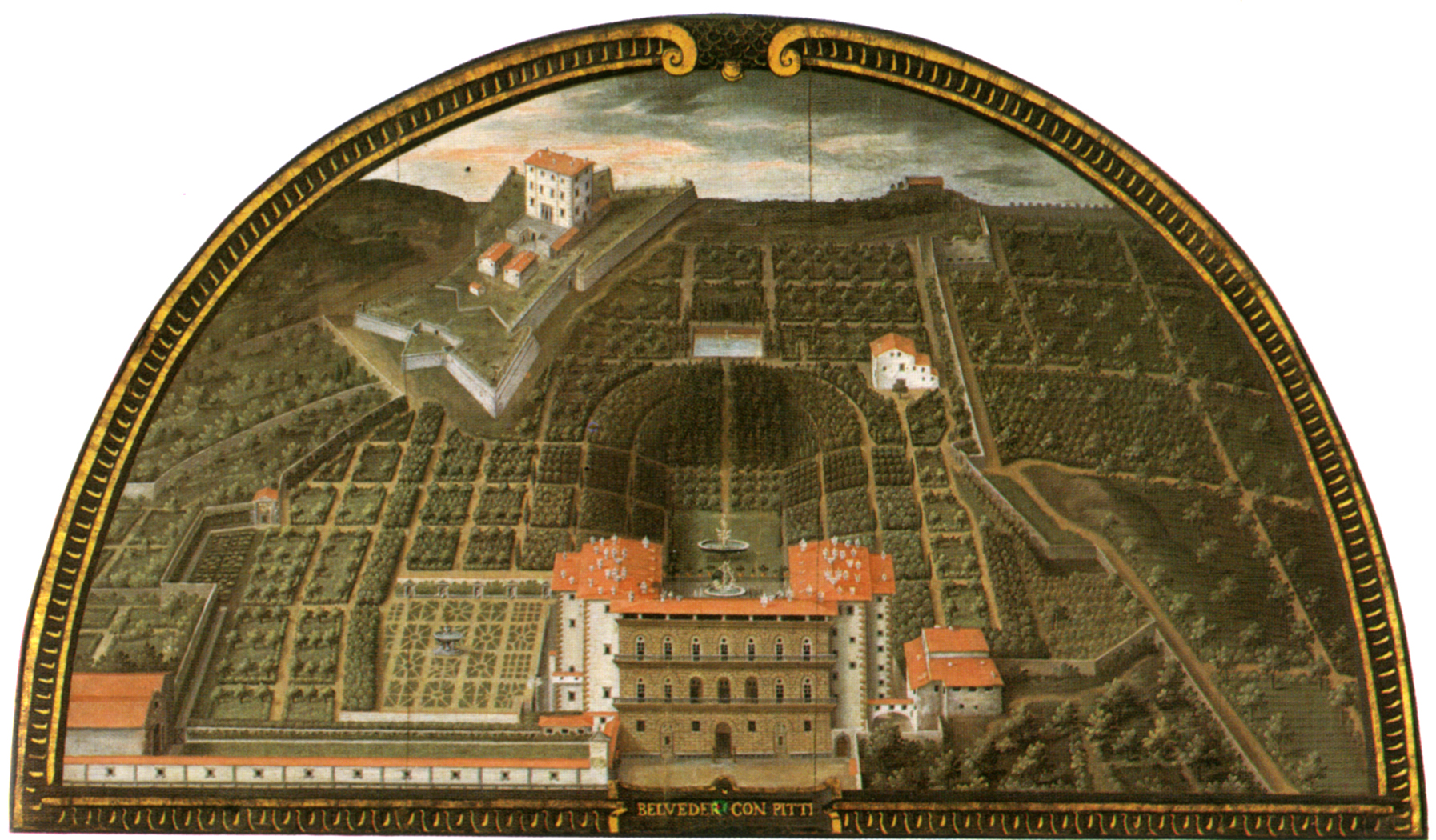
Palazzo Pitti und der Boboli-Garten, Villa La Petraia

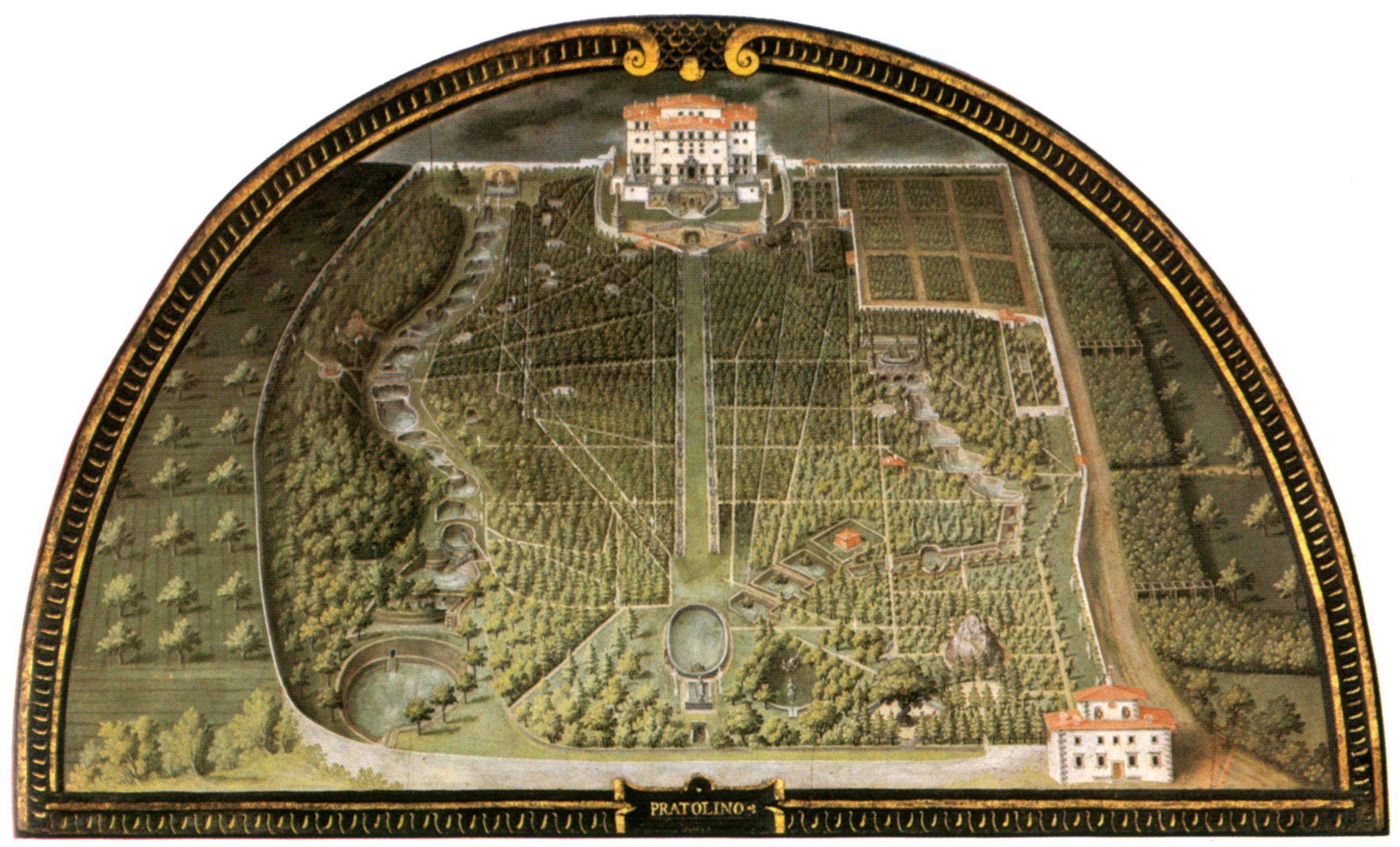
Villa di Pratolino, Villa La Petraia

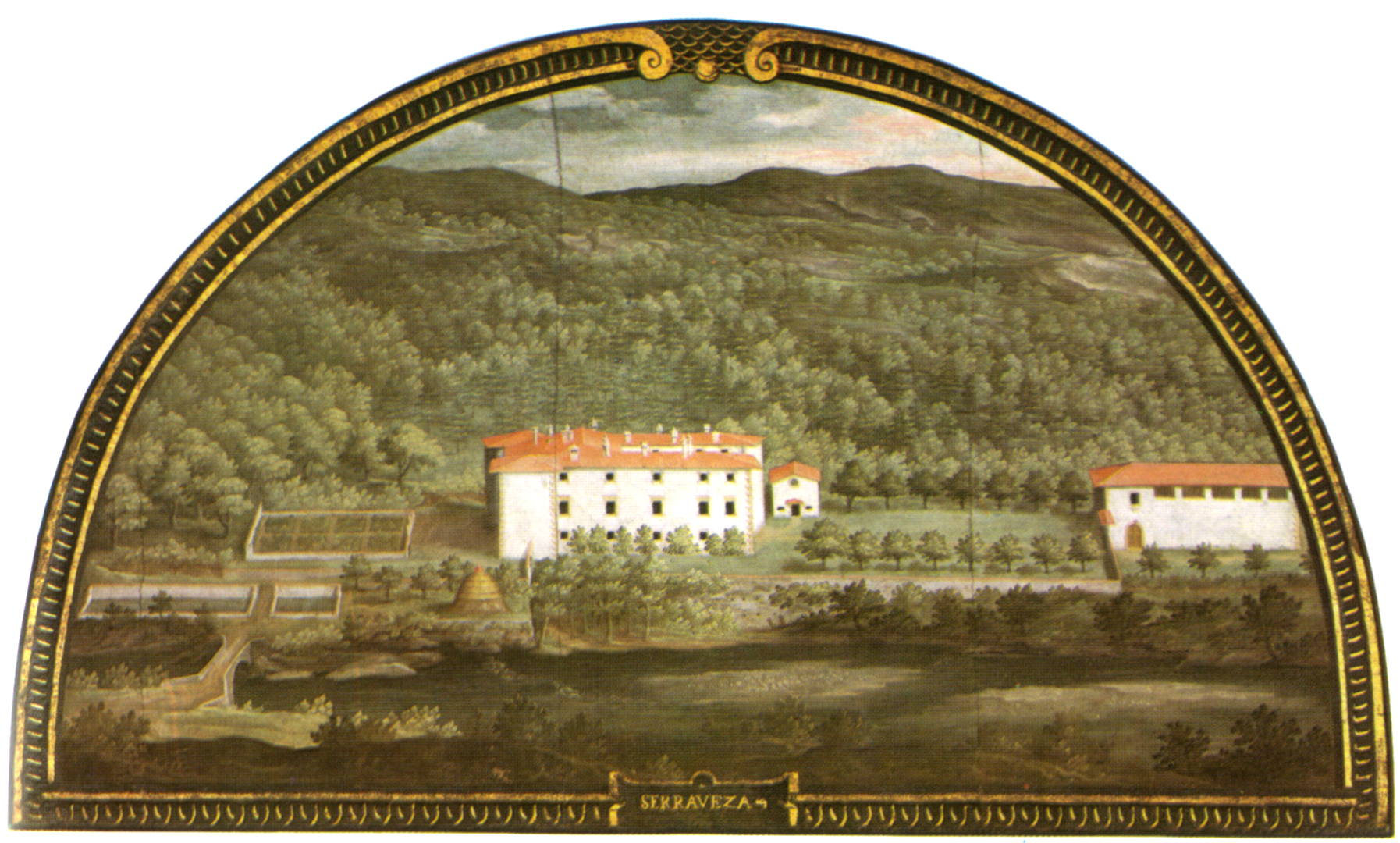
Villa di Seravezza, Villa La Petraia

Giusto Utens (* ? in Brüssel; † 1609 in Carrara), eigentlich Iustus van Utens, war ein italienischer Maler flämischer Herkunft.

## Leben
Über sein Leben ist wenig bekannt. Ab etwa 1580 lebte er in Carrara, wo er auch 1588 heiratete und 1609 starb. Sei Sohn Domenico war ebenfalls als Maler tätig. Utens 14 erhaltene Lünettenbilder von Medici-Villen sind sein bekanntestes Werk. Ursprünglich waren es 17. Sie wurden (1599–1602) für die Villa Medici von Artimino gemalt, als eine Art Inventar der Besitzungen des Großherzogs Ferdinando I. de’ Medici. Nach mehrfachem Ortswechsel, zuletzt bis 2010 im Museo di Firenze com’era, befinden sich die Lünettenbilder heute in der Villa La Petraia.
Die dargestellten Villen sind die folgenden:
1. Villa del Trebbio am Bild beschrieben als Il Trebbio
2. Villa Medici von Cafaggiolo am Bild beschrieben als Cafagiolo
3. Palazzo Pitti, Giardino di Boboli und Forte Belvedere am Bild beschrieben als Belveder con Pitti
4. Villa Medici von Castello am Bild beschrieben als Castello
5. Villa La Petraia am Bild beschrieben als La Pretaia
6. Villa Medici von Pratolino am Bild beschrieben als Pratolino
7. Villa Medici L’Ambrogiana am Bild beschrieben als L’Ambrogiana
8. Villa Medici von Lappeggi am Bild beschrieben als La Peggio
9. Villa Medici (Poggio a Caiano) am Bild beschrieben als Poggio
10. Villa Medici von Seravezza am Bild beschrieben als Seravezza
11. Villa Medici La Magia am Bild beschrieben als La Magia
12. Villa Medici von Marignolle am Bild beschrieben als Marignolle
13. Villa Medici von Montevettolini am Bild beschrieben als Monte Veturino
14. Villa Medici von Collesalvetti in Collesalvetti, am Bild beschrieben als Colle Salvetti